# Atractodes lapponicus
Atractodes lapponicus là một loài tò vò trong họ Ichneumonidae.